# Karsten Schmeling

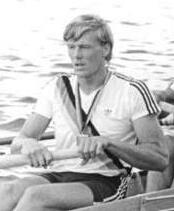
Karsten Schmeling, 1988

Karsten Schmeling (* 13. Januar 1962 in Hennigsdorf) ist ein ehemaliger Ruderer aus der DDR. 1988 wurde Schmeling Olympiasieger im Vierer mit Steuermann.
Schmeling ruderte für die SG Dynamo Potsdam unter Trainer Bernd Landvoigt. 1979 gewann er bei den Junioren-Weltmeisterschaften Bronze im Vierer ohne Steuermann, 1980 wurde im Zweier ohne Steuermann Juniorenweltmeister. 1981 gab Schmeling sein Debüt bei der Weltmeisterschaft in der Erwachsenenklasse. Der Potsdamer Zweier mit Steuermann in der Besetzung Schmeling, Jürgen Seyfarth und Steuermann Hendrik Reiher erkämpfte auf der Regattastrecke Oberschleißheim bei München den zweiten Platz hinter dem ebenfalls ganz jungen italienischen Boot Abbagnale, Abbagnale und Di Capua. 1982 konnten die Potsdamer die drei Italiener bei der Weltmeisterschaft auf dem Rotsee bei Luzern erneut nicht schlagen und erhielten ihre zweite Silbermedaille. 1983 bei der Weltmeisterschaft in Duisburg traten die drei Potsdamer im Achter an, erneut belegten sie den zweiten Platz, in dieser Bootsklasse hinter den Neuseeländern.
Nachdem Schmeling bis dahin im Junioren- und im Erwachsenenbereich Medaillen in vier der fünf Klassen im Riemenrudern gewonnen hatte, sollte seine erfolgreichste Zeit in der fünften Klasse folgen: dem Vierer mit Steuermann. Bei der Weltmeisterschaft 1985 ruderte der Potsdamer Vierer in der Besetzung Bernd Eichwurzel, Bernd Niesecke, Karsten Schmeling, Dietmar Schiller und Steuermann Hendrik Reiher und erkämpfte die Bronzemedaille. 1986 rückte Frank Klawonn für Schiller in den Potsdamer Vierer. In der Besetzung Karsten Schmeling, Bernd Niesecke, Bernd Eichwurzel, Frank Klawonn und Hendrik Reiher gelang dem Boot der Gewinn der DDR-Meisterschaft 1986 und 1988. Das Boot gewann den Weltmeistertitel 1986 in Nottingham und 1987 in Kopenhagen. Am Tag nach dem Vierer-Finale in Kopenhagen trat Schmeling mit dem Achter an und belegte hinter dem US-Achter den zweiten Platz.
Bei den Olympischen Spielen 1988 in Seoul konzentrierte sich Schmeling auf den Potsdamer Vierer, der mit fast drei Sekunden Vorsprung auf das Boot aus Rumänien siegte. 1989 verpasste Schmeling erstmals eine Weltmeisterschafts-Medaille, als er mit dem Vierer den vierten Platz belegte.
Karsten Schmeling arbeitete bis zur Wende bei der Volkspolizei und kehrte  danach in seinen erlernten Beruf als Kfz-Mechaniker zurück. 1986 und 1988 wurde er mit dem Vaterländischen Verdienstorden in Gold ausgezeichnet.